# Haftkel
Haftkel (persiska: هفتگل, هفتکل) är en kommunhuvudort i Iran.   Den ligger i provinsen Khuzestan, i den centrala delen av landet, 500 km söder om huvudstaden Teheran. Haftkel ligger 298 meter över havet och antalet invånare är 14 735.
Terrängen runt Haftkel är platt åt nordost, men åt sydväst är den kuperad. Runt Haftkel är det ganska tätbefolkat, med 58 invånare per kvadratkilometer. Närmaste större samhälle är Rāmhormoz, 19,8 km söder om Haftkel. Omgivningarna runt Haftkel är i huvudsak ett öppet busklandskap.